# Gesellschaft für gleislose Bahnen Max Schiemann & Co.

Zeitgenössisches Werbeplakat des Unternehmens

Erste Vorstellungen von Max Schiemann

Ein Zug der Kalkbahn Grevenbrück

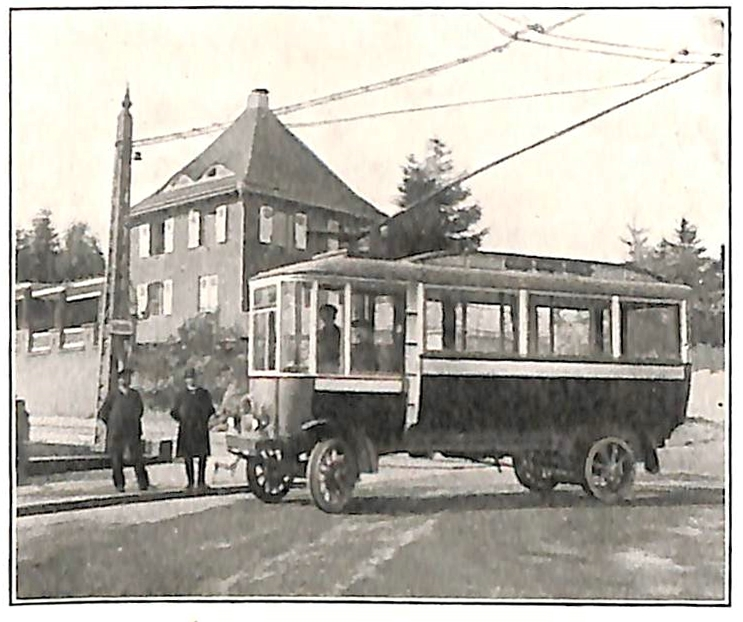
Gleislose Bahn in Wurzen 1913

Die Gesellschaft für gleislose Bahnen Max Schiemann & Co. war ein deutsches Unternehmen für den Bau und Betrieb von Oberleitungsbus- und Oberleitungslastkraftwagen-Anlagen, die in den Anfangsjahren dieser Technik noch als gleislose Bahnen bezeichnet wurden. Das Unternehmen hatte seinen Sitz in der sächsischen Stadt Wurzen und bestand von 1901 bis 1911.

## Geschichte
Der Unternehmer Max Schiemann war zuvor als Ingenieur bei Siemens & Halske tätig. Er konstruierte verschiedene Oberleitungssysteme. Es gelang ihm, das bei der Stromabnahme relativ sichere Kontaktstangensystem an die Bedürfnisse straßengebundener Fahrzeuge anzupassen, dieses ist bis in die Gegenwart gebräuchlich. 
Die verschiedenen Oberleitungsfahrzeuge und -Systeme wurden unter der Bezeichnung „System Schiemann“ von Siemens & Halske gebaut. Die Oberleitungssysteme wurden für Personen-, Güter- und Postfahrzeuge gebaut, sie verfügten über eine Federung und unter dem Fahrersitz gebaute Elektromotoren. Die Fahrzeuge wurden über ein Schneckengetriebe über die Hinterräder angetrieben. Es wurden auch Zweirichtungsfahrzeuge gebaut. Der Strom wurde über die Stromabnehmerstangen von den Oberleitungen abgenommen, so dass die Fahrzeuge nach beiden Seiten jeweils drei Meter von der Oberleitung abweichen konnten. Die Elektromotoren konnten in Reihen- oder Parallelschaltung ausgeführt werden. Einige Modelle besaßen Vierrad-Antrieb, die Bremsen waren Kurzschluss- und Gegenstrom- sowie mechanische Bremsen. Insgesamt errichtete der Unternehmer Schiemann zwölf Anlagen, davon wurden vier jedoch nur im reinen Güterverkehr betrieben: 
| Betrieb                                                    | Land                           | Länge   | Spannung | Eröffnung | Einstellung | Bemerkung                          |
| ---------------------------------------------------------- | ------------------------------ | ------- | -------- | --------- | ----------- | ---------------------------------- |
| Gleislose Bielathal-Motorbahn mit elektrischer Oberleitung | Deutschland                    | 4,4 km  | 500 V    | 1901      | 1904        | auch Güterverkehr                  |
| Kalkbahn Grevenbrück                                       | Deutschland                    | 1,5 km  | –        | 1903      | 1907        | nur Güterverkehr                   |
| Veischedetalbahn                                           | Deutschland                    | 8,0 km  | 600 V    | 1904      | 1916        | auch Güterverkehr                  |
| Gleislose Bahn Monheim–Langenfeld                          | Deutschland                    | 4,5 km  | –        | 1904      | 1908        | auch Güterverkehr                  |
| Industriebahn Wurzen                                       | Deutschland                    | 4,23 km | 550 V    | 1905      | 1928        | nur Güterverkehr                   |
| Mühlenbahn Großbauchlitz                                   | Deutschland                    | 1,02 km | 130 V    | 1905      | 1914        | nur Güterverkehr                   |
| Elektrische gleislose Bahn Ahrweiler                       | Deutschland                    | 5,3 km  | 550 V    | 1906      | 1917        |                                    |
| Stadtbahn Mülhausen                                        | Deutschland (heute Frankreich) | 1,7 km  | –        | 1907      | 1918        | Einstangensystem                   |
| Gleislose Bahn Pirano–Portorose                            | Österreich (heute Slowenien)   | 5,2 km  | 500 V    | 1909      | 1912        | Einstangensystem                   |
| Drammens Elektriske Bane                                   | Norwegen                       | 6,5 km  | 600 V    | 1909      | 1967        | Einstangensystem                   |
| Hafenschleppbahn Altona                                    | Deutschland                    | 1 km    | 550 V    | 1911      | 1949        | Einstangensystem, nur Güterverkehr |
| Gleislose Bahn Blankenese–Marienhöhe                       | Deutschland                    | 3 km    | 440 V    | 1911      | 1914        | Einstangensystem                   |

Technische Probleme, geringe Fahrgastzahlen, die damals schlechte Beschaffenheit der Straßen sowie der Erste Weltkrieg führten dazu, dass die meisten Anlagen recht bald wieder eingestellt wurden. Kriegsbedingt wurden vielerorts die Oberleitungen wieder abgebaut, um an das in der Rüstungsindustrie dringend benötigte Kupfer zu gelangen. Schiemann wurde dann in Großbritannien tätig, wo der Oberleitungsbus-Bau erfolgversprechend aufgebaut werden sollte. Dort konnte er bei der in London ansässigen Railless Elektric Traction Company Ltd. wirken und die Fahrzeuge bauen lassen.